# Kam až paměť sahá
Kam až paměť sahá (anglicky „Lest We Remember“) je krátká vědeckofantastická povídka spisovatele Isaaca Asimova, která vyšla poprvé v únoru 1982 v časopise Asimov's Science Fiction. Byla následně zařazena do povídkových sbírek, např. The Winds of Change and Other Stories (1983) a Robot Dreams (1986). Česky vyšla ve sbírce Sny robotů (1996).

## Postavy
- John Heath – ústřední postava povídky, zpočátku naprosto průměrný zaměstnanec firmy Quantum Pharmaceuticals.
- Susan Collinsová – Johnova snoubenka.
- Boris Kupfer – firemní experimentátor.
- David Anderson – firemní experimentátor.
- Michael Ross – přímý nadřízený Johna.
- James Arnold Prescott – šéf prodejního oddělení.
- Arnold Gluck – jeden z šéfů.
- Lewis Randall – jeden z šéfů.

## Děj
John Heath je naprosto průměrný zaměstnanec firmy Quantum Pharmaceuticals, který navíc občas zapomíná. Jeho snoubenka Susan Collinsová ho na to upozorňuje. Jednoho dne k nim na přijdou na „pracovní návštěvu“ Johnovi kolegové z firmy a nabídnou mu zlepšení paměti tím, že se odblokuje jistý inhibitor (chemická látka v mozku), který potlačuje vybavování vzpomínek. Susan je opatrná, ale John souhlasí, nechce už být pouze průměrný, nýbrž touží prorazit a udělat závratnou kariéru. Chce v očích Susan (která je lépe placená než on, ale na rozdíl od něj to neřeší) stoupnout v ceně a tohle je podle něj ideální způsob, jak to uskutečnit. John má být prvním člověkem, na kom se látka-dezinhibitor vyzkouší (není to pravda, je až několikátým). Po krátké době si John začne vybavovat veškeré vzpomínky a rovněž toho začne tvrdě využívat ve svůj prospěch. Díky informacím ze vzpomínek znemožní svého nadřízeného a postaví své šéfy před ultimátum. Těm je hned jasné, že tento experiment se vymkl z ruky a Heath ohrožuje jejich pozice. I Susan si všimla změny a nakrátko se s ním rozejde. Šéfové rozhodnou, že Johnovi se musí aplikovat protilátka, aby byl zase průměrný. Jeden z experimentátorů se mu pokusí v kanceláři protilátku injekčně aplikovat, ale vyruší ho Susan, takže to neudělá. John upadl do transu.
Susan si ho odvede a později mu vysvětluje, že chtěl všechno moc rychle. Od teď se bude řídit jejími příkazy a může tak získat obrovskou moc. John totiž o svou schopnost vybavit si jakoukoli vzpomínku nepřišel, i když si lidé z Quantum Pharmaceuticals myslí, že ano.